# Wilhelm Diedrich Albert
Wilhelm Albert (Taufname: Diedrich Wilhelm) (* 7. Mai 1799 in Witten; † 16. März 1878 in Gevelsberg) war ein deutscher evangelischer Geistlicher. Er amtierte unter anderem als Superintendent des Kirchenkreises Hagen und Präses der Westfälischen Provinzialsynode der Evangelischen Kirche Preußens.

## Leben
Wilhelm Albert wurde als Sohn des Kaufmanns Johann Wilhelm Albert und seiner Gemahlin Else Catharina Auffermann geboren. Nach dem Abitur im Jahre 1819 studierte er in Berlin und Bonn Theologie und machte 1822 und 1823 seine theologischen Examina. Am 22. Oktober 1823 wurde er ordiniert und als Pfarrer in Stiepel eingeführt. Im August 1827 wechselte er als Pfarrer nach Gevelsberg. In diesem Amt blieb er bis zum Eintritt in den Ruhestand am 1. Oktober 1874.
Von 1834 bis 1840 war Albert nebenamtlich Superintendent des Kirchenkreises Hagen. Zwischen 1844 und 1874 war er zudem Präses der Westfälischen Provinzialsynode. 
Am 4. April 1826 heiratete er Sophie Wilhelmine Pfannkuch (* 1801).

## Ehrung
Am 13. März 1853 Verleihung der Ehrendoktorwürde durch die Universität Bonn.